# 董乐山
董乐山（1924年11月14日—1999年1月16日），笔名麦叶、麦耶，浙江宁波人，中国作家、翻译家、美国社会与文学研究专家。

## 生平
1924年11月14日，出生于浙江宁波的一个商贾之家。
1940年，参加中共地下党组织。1946年，毕业于上海圣约翰大学英国文学专业。1950年，考入新华社外文部。之后历任新华社参编部翻译、审稿、业务秘书，新华社外训班教员等职。
1957年，被划为右派，在文化大革命期间被长期关押、审讯和逼供。
1980年，加入中国作家协会。1981年，调至中国社会科学院美国研究所，担任研究员。
1999年1月16日，身患癌症，病逝于北京。臨死前留下一個令人震驚的遺言：骨灰不留在中國。董樂山的兒子董亦波在一篇題為《與命運抗爭》的序文中告知世人：「1999年3月的一天，董樂山的家人將他的骨灰帶離祖國。他在這片土地上的使命已經結束。」他的骨灰被安葬在美国。

## 著作
- 《译余废墨》
- 《文化的误读》
- 《文化的休闲》
- 《边缘人语》

## 译作
- 《西行漫记》
- 《第三帝国的兴亡》
- 《中午的黑暗》
- 《苏格拉底的审判》
- 《西方人文主义传统》
- 《一九八四》
- 《奥威尔文集》
- 《基督的最后诱惑》
- 《巴黎烧了吗？》
- 《鬼作家》
- 《囚鸟》

## 资料来源
1. 1 2  蒋晓侠. . 北京第二外国语学院. 2016-05-09  [2019-08-07]. （原始内容存档于2019-08-07） （中文）.
2. ↑  冯, 翔. . 南风窗. No. 23. 2009-11-04 [2009]  [2021-10-09]. CN 44-1019/G2. ISSN 1004-0641. （原始内容存档于2021-10-09）.
3. ↑  创伤难愈——从董乐山的骨灰谈起 的存檔，存档日期2011-01-15.，香港《开放》杂志，2009年6月